# Sindicato de Médicos de Asistencia Pública
El Sindicato de Médicos de Asistencia Pública, abreviado SIMAP
es un sindicato de médicos que trabajan en la sanidad pública, siendo su ámbito territorial las tres provincias que forman la Comunidad Valenciana.

## Historia
Nace el 22 de agosto del año 1991, bajo las siglas SIMAP-CV. Se ha presentado en los años 1998,  2002,  2006  y  2010, a  elecciones sindicales  a órganos de representación de personal en las administraciones públicas, del sector de sanidad de la Generalidad Valenciana, obteniendo en todas ellas representación tanto en Juntas de Personal como en Comité de Empresa
También ha participado en las elecciones sindicales del SESCAM (Servicio de Salud de Castilla-La Mancha) obteniendo representación en el área de Cuenca.
Desde su fundación ha intervenido en diversas iniciativas para la defensa de la sanidad pública y de los derechos de los médicos.
Este sindicato alcanzó notoriedad al ser el promotor del Caso simap ante el Tribunal de Justicia de la Unión Europea, que hace referencia a la jornada de los médicos. Los tribunales de justicia españoles aplicaron la sentencia favorable al Simap a los médicos de Atención Primaria, de Atención Especializada y a los MIR (Médico Interno Residente). Esta sentencia tuvo una amplia repercusión en España y obligó a replantear a nivel nacional la jornada de los médicos.
A nivel europeo, el Caso simap tuvo un importante impacto en la regulación del tiempo de trabajo y la aplicación de la Directiva Europea que lo regula (Working Time Directive). Una reciente editorial del British Medical Journal plantea la necesidad de abordar el incremento de la demanda de médicos que supone la sentencia del Caso simap, con nuevas medidas como la flexibilización de la entrada de médicos extranjeros y el aumento de su movilidad.

## Orientación y Organización
Se autodefine como una organización profesional de médicos con personalidad jurídica y plena capacidad de actuación en todo el territorio español,  de acuerdo con sus fines y como no afiliado a ninguna corriente política y sin recibir subvención oficial. Está compuesto por médicos de Atención Primaria, Atención Especializada, estudiantes de Medicina, MIR (Médico Interno Residente), psicólogos, farmacéuticos, físicos, químicos, veterinarios y biólogos de la Consejería de Sanidad de la Comunidad Valenciana.
Los ORGANOS DE GOBIERNO son la Asamblea General y la Junta Directiva. La Asamblea General es el órgano superior de gobierno y sus decisiones legales son de obligado cumplimiento. La Junta Directiva es el órgano gestor y está constituida por Presidente, Vicepresidente, Tesorero y Secretario.
Pueden ser miembros del sindicato todas las personas que lo deseen previa solicitud motivada de su interés en los fines del sindicato. Preferentemente está constituido por Médicos y Titulados Superiores al Servicio de la Administración Pública.